# Урал-63685
Урал-63685 — российский трёхосный крупнотоннажный грузовой автомобиль с компоновкой «кабина над двигателем» и колёсной формулой 6 × 4, производящийся на Уральском автомобильном заводе в Миассе с 2005 года. Является моделью нового семейства дорожных грузовых автомобилей.

## Технические характеристики
Мощность двигателя варьируется от 250 до 400 л. с., грузоподъёмность автомобиля составляет 14—25 тонн, производится в виде шасси для крупнотоннажных грузовых автомобилей повышенной проходимости. Экологический стандарт — Евро-3.
Двигатель — 6-цилиндровый дизельный ЯМЗ-7601. Минимальный расход топлива — 198 г/кВт*ч, крутящий момент — 1276 Н*м, мощность 300 л. с., объём — 11,15 литров. Трансмиссия автомобиля — 9-ступенчатая МКПП ЯМЗ-239. Движение можно начать даже с 3-й передачи. Платформа автомобиля является цельнометаллической, с откидным задним бортом. Загрузочный объём составляет 12 м3, угол подъёма самосвального кузова не превышает 50 градусов. Кузов поднимается с помощью гидравлического телескопического цилиндра. Расстояние между бамперами составляет 7404 мм, расстояние от переднего бампера до конца кузова не превышает 7703 мм, расстояние между осями составляет, в целом, 4905 мм, общая высота составляет 6990 мм. Автомобиль комплектуется множеством различных функций, характерных для современного грузовика. Кабина взята от грузовиков Iveco Turbo, но не имеет спального места. Колёсные диски покрыты шинами 12.00 R-20 154/149J.